# Dušan Stević (cestista)
Dušan Stević (in serbo Душан Стевић?; Bengasi, 22 gennaio 1971) è un ex cestista serbo.

## Palmarès
- Campionato svizzero (2000, 2001, 2002)
- Coppa di Svizzera (2001)
- MVP finale Campionato Svizzero (2001)
- Coppa del Libano (2006)
- Arab Club Championships (2006)
- Campionato libanese (2006)